# هكتور تورنبول
هكتور تورنبول (بالإنجليزية: Hector Turnbull)‏ هو كاتب سيناريو أمريكي، ولد في 11 سبتمبر 1884 في Kearny Uplands ‏ في الولايات المتحدة، وتوفي في 8 أبريل 1934 في نيو هوب في الولايات المتحدة بسبب نوبة قلبية.

## وصلات خارجية
- هكتور تورنبول على موقع IMDb (الإنجليزية)
- هكتور تورنبول على موقع ألو سيني (الفرنسية)
- هكتور تورنبول على موقع أول موفي (الإنجليزية)
- هكتور تورنبول على موقع قاعدة بيانات الأفلام السويدية (السويدية)
- هكتور تورنبول على موقع قاعدة بيانات الفيلم (الإنجليزية)
- هكتور تورنبول على موقع كينوبويسك (الروسية)